# Diaparsis americana
Diaparsis americana là một loài tò vò trong họ Ichneumonidae.